# Besishahar
Besishahar – gaun wikas samiti w zachodniej części Nepalu w strefie Gandaki w dystrykcie Lamjung. Według nepalskiego spisu powszechnego z 2001 roku liczył on 2070 gospodarstw domowych i 8616 mieszkańców (4455 kobiet i 4161 mężczyzn).